# Cypr na Letnich Igrzyskach Olimpijskich 1996
Cypr na Letnich Igrzyskach Olimpijskich 1996 w Atlancie reprezentowało 17 zawodników: 15 mężczyzn i 2 kobiety. Najmłodszym olimpijczykiem była pływaczka Marina Zarma (18 lat 72 dni), a najstarszym strzelec Andonis Nikolaidis (29 lat 184 dni).
Był to piąty start reprezentacji Cypru na letnich igrzyskach olimpijskich.

## Lekkoatletyka
Kobiety
- Dora Kiriaku – bieg na 200 metrów (odpadła w eliminacjach), bieg na 400 metrów (odpadła w eliminacjach)

Mężczyźni
- Aninos Markulidis – bieg na 100 metrów (odpadł w eliminacjach), bieg na 200 metrów (odpadł w eliminacjach)
- Janis Zisimidis – bieg na 100 metrów (odpadł w eliminacjach)
- Ewripidis Dimostenus – bieg na 400 metrów (odpadł w eliminacjach)
- Prodromos Katsandonis – bieg na 110 metrów przez płotki (odpadł w eliminacjach)
- Ilias Luka – pchnięcie kulą (24. miejsce)
- Michalis Luka – pchnięcie kulą (28. miejsce)
- sztafeta 4 × 100 metrów: Lukas Spiru, Aninos Markulidis, Prodromos Katsandonis, Janis Zisimidis (odpadła w eliminacjach)

## Pływanie
Kobiety
- Marina Zarma – 200 metrów stylem dowolnym (42. miejsce), 400 metrów stylem dowolnym (39. miejsce)

Mężczyźni
- Stawros Michailidis – 50 metrów stylem dowolnym (31. miejsce), 100 metrów stylem dowolnym (50. miejsce)

## Strzelectwo
Mężczyźni
- Andonis Andreu – skeet (9. miejsce)
- Andonis Nikolaidis – skeet (26. miejsce)
- Christos Kurtelas – skeet (32. miejsce)

## Zapasy
Mężczyźni
- Arut Parsekian – waga do 62 kg w stylu wolnym (10. miejsce)

## Żeglarstwo
Mężczyźni
- Dimitrios Lapas – windsurfing (32. miejsce)
- Nikolas Epifaniu, Petros Elton – jacht dwuosobowy (31. miejsce)